# Insolvenzverwalter
Der Insolvenzverwalter (vor Einführung der Insolvenzordnung in Deutschland und Österreich sowie im schweizerischen Recht Konkursverwalter oder Gesamtvollstreckungsverwalter, veraltet Kontradiktor) wird bei der Eröffnung des Insolvenzverfahrens vom Insolvenzgericht ernannt und von diesem Gericht beaufsichtigt. Im Insolvenzantragsverfahren, der Phase zwischen dem Insolvenzantrag und der Eröffnung des Insolvenzverfahrens, besteht im deutschen Insolvenzrecht die Möglichkeit der Bestellung eines vorläufigen Insolvenzverwalters. Ordnet das Insolvenzgericht die Eigenverwaltung an, so bestellt es anstelle eines Insolvenzverwalters einen Sachwalter.

## Deutschland

### Zuständigkeit

#### Sachliche Zuständigkeit
Sachlich zuständig im deutschen Insolvenzrecht ist ausschließlich das Amtsgericht, in dessen Bezirk ein Landgericht seinen Sitz hat, § 2 Insolvenzordnung (InsO). Infolge der Ausschließlichkeit des Gerichtsstandes ist die ansonsten grundsätzliche zulässige Prorogation, also ein durch die Parteien vereinbarter Gerichtsstand, nach § 2, § 4 InsO in Verbindung mit § 40 Abs. 2 Nr. 2 Zivilprozessordnung (ZPO) ausgeschlossen.

#### Örtliche Zuständigkeit
Die örtliche Zuständigkeit richtet sich nach § 3 InsO, wonach das Amtsgericht örtlich zuständig ist, in dessen Bezirk der „Mittelpunkt einer selbständigen wirtschaftlichen Tätigkeit“ des Insolvenzschuldners liegt, § 3 Abs. 1 Satz 2 InsO. Ist der Insolvenzschuldner Verbraucher (§ 13 BGB), so richtet sich die örtliche Zuständigkeit des Insolvenzgerichts nach dem allgemeinen Gerichtsstand (§§ 12 ff. ZPO) des Insolvenzschuldners. Die örtliche Zuständigkeit ist eine ausschließliche, so dass hinsichtlich einer Gerichtsstandsvereinbarung das Gleiche gilt wie bei der sachlichen Zuständigkeit.
Der Insolvenzverwalter muss nach § 56 InsO eine „geschäftskundige und von den Gläubigern und dem Schuldner unabhängige natürliche Person“ sein. In der Regel handelt es sich um Rechtsanwälte, die sich auf eine Tätigkeit als Insolvenzverwalter (gelegentlich auch als Fachanwalt für Insolvenzrecht) spezialisiert haben und häufig ausschließlich diesen Beruf ausüben.

### Ende und Vergütung
Der Insolvenzverwalter hat bei Amtsende eine Schlussrechnung zum jeweiligen Verfahren vorzulegen, sofern nicht in einem von den Gläubigern angenommenen Insolvenzplan eine hiervon abweichende Regelung getroffen wurde (§ 66 InsO). Mit der Aufhebung oder Einstellung des Insolvenzverfahrens endet die Tätigkeit des Insolvenzverwalters, der dann auch seine Vergütung(§ 63 Abs. 1 InsO) als Verfahrenskosten geltend machen kann. Daher wird er ein erhebliches Eigeninteresse an einer Beendigung des Verfahrens haben. Maßgeblich für die Höhe der Vergütung des Insolvenzverwalters ist die Insolvenzrechtliche Vergütungsverordnung (InsVV, vgl. § 65 InsO). Die Vergütung wird nach sog. Regelsätzen gewährt. Dabei ist zu beachten, dass der Regelsatz der Vergütung nach dem Wert der Insolvenzmasse zur Zeit der Beendigung des Insolvenzverfahrens berechnet wird.
Nach der Insolvenzrechtlichen Vergütungsverordnung (InsVV) erhält der Insolvenzverwalter bei einem Wert der Masse bei Beendigung des Verfahrens von 25.000 Euro oder weniger 40 % der Insolvenzmasse, mindestens aber 500 Euro (ab 2004: mind. 1.000 Euro, bei mehr als 10 Gläubigern erhöht sich der Betrag noch). Bei weiteren 25.000 Euro beträgt die Vergütung 25 %, bei weiteren 200.000 Euro 7 %, für die weiteren 250.000 Euro 3 %, für die weiteren 24.500.000 Euro 2 %, für die darüberhinausgehenden 25.000.000 Euro 1 % sowie für alle darüber hinausgehenden Mehrbeträge 0,5 %. Die Vergütung verteilt sich dabei anteilig auf die jeweiligen Staffeln. Die üblichen Geschäftskosten werden durch diese Vergütung abgedeckt, gesondert geltend gemacht werden können aber die Reisekosten etc. Mit Zustimmung des Gerichts kann der Insolvenzverwalter einen Vorschuss für seine Tätigkeit aus der Masse entnehmen.
Durch die Form der Vergütung handelt der Verwalter insbesondere gegenüber offenen Forderungen der Insolvenzmasse zum einen aus seiner Stellung heraus, da diese Forderungen zur Insolvenzmasse gehören, zum anderen im eigenen Interesse, da er – jedenfalls bei kleinen Insolvenzmassen – in erheblichem Maße über seine Vergütung an dem erfolgreichen Einzug der Forderungen profitiert. Hieraus können Konflikte in der Wahl der Mittel entstehen, wie (Klage-)Drohungen. Darüber hinaus ist zu berücksichtigen, dass der Insolvenzverwalter, der als Rechtsanwalt zugelassen ist, für Tätigkeiten, die ein nicht als Rechtsanwalt zugelassener Verwalter angemessenerweise einem Rechtsanwalt übertragen hätte, nach Maßgabe des Rechtsanwaltsvergütungsgesetzes Gebühren und Auslagen gesondert aus der Insolvenzmasse entnehmen kann (vgl. § 5 InsVV).
Da die Vergütung des Verwalters in der Regel am Verfahrensende festgesetzt wird, liegt ein zügiges Vorgehen in seinem Interesse, ohne dass es für die Dauer eines Insolvenzverfahrens eine bestimmte Frist gäbe. Bei schwieriger Verwertungslage der Vermögensgegenstände können Insolvenzverfahren teilweise über Jahre dauern. Dieser Umstand kann für Betroffene zu Belastungen führen.

### Bildungsvoraussetzungen
Eine berufliche Ausbildung zum Insolvenzverwalter gibt es nicht. Jedoch werden regelmäßig Rechtsanwälte mit Schwerpunkt Insolvenzrecht, Betriebswirte, Steuerberater und Wirtschaftsprüfer mit den Aufgaben des Insolvenzverwalters betraut. Der Zugang zum Amt des Insolvenzverwalters ist nicht klar geregelt. Die Auswahl des Insolvenzverwalters obliegt dem zuständigen Insolvenzrichter. Zum Insolvenzverwalter sollen nur geeignete Personen bestellt werden. Darüber, wie sich der Richter einen Überblick über den in Frage kommenden Personenkreis verschafft, wer also als Insolvenzverwalter in Betracht kommen kann, wenn die regelmäßig in kurzer Zeit zu treffende Entscheidung ansteht, enthält das Gesetz keine Regelung.
Da bei einigen Insolvenzgerichten sogenannte geschlossene Listen geführt wurden, also regelmäßig die gleichen Personen als Insolvenzverwalter bestellt wurden, haben sich Bewerber, die nicht berücksichtigt wurden, mit der Verfassungsbeschwerde gegen diese Praxis gewandt. Das Bundesverfassungsgericht hat daraufhin Regeln für die Bestellung des Insolvenzverwalters aufgestellt.
In einer weiteren Entscheidung vom 23. Mai 2006 hat das Bundesverfassungsgericht entschieden, dass es sich bei der Tätigkeit des Insolvenzverwalters um einen eigenständigen Beruf handelt.

### Neuwahl
Die Gläubigerversammlung kann den Insolvenzverwalter durch einen neuen ersetzen. Dafür ist nicht nur die summenmäßige Mehrheit der Ansprüche, sondern auch die kopfmäßige Mehrheit der Gläubiger erforderlich. Der neugewählte Insolvenzverwalter muss dann, wenn er nicht völlig ungeeignet ist, vom Gericht bestellt werden.

### Masseverhältnis
Die Amts-Theorie als herrschende Meinung sieht den Insolvenzverwalter als Handelnden kraft Amtes. Er handelt im eigenen Namen und mit Wirkungen für und gegen Masse und Schuldner.
Nach § 80 Abs. 1 InsO darf der Schuldner nicht mehr über die Masse (das pfändbare Vermögen) verfügen und verwalten. Es ist aber weiterhin Bestandteil seines Vermögens. Die Verfügungsmacht selbst geht auf den Insolvenzverwalter über.
Der Insolvenzverwalter hat hinsichtlich der Verwaltung ein Inventar der Masse anzulegen und die Masse gegen Schuldner und Gläubiger zu sichern.
Ausnahmsweise kann der Schuldner die Verfügungs- und Verwaltungsmacht behalten, wenn das Gericht eine Eigenverwaltung zulässt; in diesem Fall wird anstelle eines Insolvenzverwalters ein Sachwalter bestellt, der den Schuldner überwacht.

### Haftung von Insolvenzverwalter und -gericht
Verstößt der Insolvenzverwalter gegen die Pflichten des Insolvenzrechts, verletzt er also amtsspezifische Pflichten, so ist er allen Beteiligten zum Schadensersatz verpflichtet (§ 60 Abs. 1 InsO). Schadensersatz kann also zustehen: Insolvenzgläubigern, dem Gemeinschuldner, Aus- und Absonderungsberechtigten sowie Massegläubigern. Der Insolvenzverwalter hat für die Sorgfalt eines ordentlichen und gewissenhaften Insolvenzverwalters einzustehen (Verschuldensmaßstab; § 60 Abs. 1 Satz 2 InsO). Er haftet dabei mit seinem gesamten Privatvermögen. Die Haftung des Insolvenzverwalters bestimmt sich nach § 60, § 61 InsO. Insbesondere haftet der Verwalter grundsätzlich auch dann persönlich, wenn er als Insolvenzverwalter Verbindlichkeiten begründet (Masseverbindlichkeiten) und diese aus der Insolvenzmasse nicht voll erfüllt werden können. Neben dem Privatvermögen haftet die Insolvenzmasse mit. Die Schadensersatzansprüche gegen den Insolvenzverwalter verjähren grds. nach der regelmäßigen Verjährungsfrist von drei Jahren ab Kenntnis (§ 62 Satz 1 InsO); spätestens jedoch in drei Jahren von der Aufhebung oder der Einstellung des Insolvenzverfahrens an (§ 62 Satz 2 InsO).
Fehler bei der Auswahl des Insolvenzverwalters durch das Insolvenzgericht können eine Amtshaftung nach § 839 BGB in Verbindung mit Art. 34 GG nach sich ziehen, weil das Spruchrichterprivileg (§ 839 Abs. 2 BGB) für die Auswahlentscheidung nicht greift.

### Das Verhältnis des Insolvenzverwalters zur Masse
Während der amtsrechtliche Status des Insolvenzverwalters relativ unproblematisch ist, ist seit langem umstritten, gegenüber wem der Insolvenzverwalter im Außenverhältnis handelt. In Betracht kommt ein Handeln für und gegen die Masse, den Schuldner, die Gläubiger und im Falle der Prozessführung dem Gericht gegenüber.

#### Gläubigervertretungstheorie
Nach der nicht mehr vertretenen Gläubigervertretungstheorie fungierte der Insolvenzverwalter als Vertreter bzw. Organ der Gläubigergemeinschaft. Begründet wurde dieser theoretische Ansatz damit, dass das Insolvenzverfahren ausschließlich im Interesse der Gläubiger erfolgte und diese zudem einen erheblichen Einfluss auf das Verfahren haben. Problematisch an dieser Meinung ist jedoch, dass das Verwalterhandeln in erster Linie den Schuldner und dessen Vermögen trifft, nicht dagegen die Gläubiger. Des Weiteren sind die Gläubiger rechtlich gesehen nicht miteinander verbunden, so dass der Gedanke der Gläubigervertretung insgesamt unschlüssig bleibt.

#### Schuldnervertretungstheorie
Die Schuldnervertretungstheorie betrachtet den Verwalter als Vertreter des Schuldners, wobei die Vertretungsmacht gesetzlich begründet werde. Diese Theorie kann schlüssig erklären, weshalb der Verwalter sich für den Schuldner wirksam verpflichten kann. Nicht erklären kann sie dagegen den Widerspruch, dass eine Vertretung typischerweise im Interesse des Vertretenen erfolgt, während der Insolvenzverwalter vielerlei Interessen gerecht werden muss.

#### Organtheorie
Die Vertreter der Organtheorie sehen dagegen den Insolvenzverwalter als Vertreter der Insolvenzmasse an. Demnach messen sie der Insolvenzmasse Rechtssubjektsqualität zu. Mit ihr lassen sich alle Wirkungen von Verwalterhandeln, die ja in der Regel auf die Masse beschränkt sind, gut begründen. Gegen die Organtheorie spricht aber, dass nach deutschem Recht nur ein Rechtssubjekt, nie dagegen ein Gegenstand vertreten werden kann. Die Organtheorie entspricht der herrschenden Rechtsmeinung, nämlich dass der Insolvenzverwalter zu Gunsten und zu Lasten der Insolvenzmasse handelt. Das ergibt sich schon daraus, dass er ggf. aus der Insolvenzmasse einen Betrieb weiterführen kann und die Mitarbeiter (Angestellten) aus der Insolvenzmasse als sogenannte Massegläubiger befriedigen kann. Ebenso sonstige Neugläubiger in Verbindung mit einer Betriebsweiterführung oder Betriebsabwicklung. Diese rechtliche Konstruktion wäre ohne die Organtheorie weder vorstellbar und noch praktikabel. Die Insolvenzmasse ist hier Rechtssubjekt als sog. Sondervermögen ähnlich einer Stiftung.

#### Amtstheorie
Nach der von der herrschenden Meinung vertretenen Amtstheorie handelt der Insolvenzverwalter kraft Amtes im eigenen Namen und mit den Folgen, die das Gesetz jeweils für und gegen die Masse bzw. für und gegen den Schuldner vorsehe. Ein gesetzlicher Anhalt für diese Theorie findet sich in § 116 Satz 1 Nr. 1 ZPO. Die ausstehende theoretische Klärung eröffnet eine interpretatorische Grauzone, zumal das vergütungstechnische Eigeninteresse der Verwalter die amtliche Vertreterrolle rechtssystematisch konterkarieren kann.

### Vorläufiger Insolvenzverwalter
Das Gericht kann noch vor Eröffnung des Insolvenzverfahrens einen sog. vorläufigen Insolvenzverwalter gemäß § 21 Abs. 2 InsO bestellen. Die Rechtsstellung hängt vom Beschlussinhalt des Gerichtes ab. Die meisten Beschlüsse sehen vor, dass Verfügungen des Schuldners von der Zustimmung des vorläufigen Insolvenzverwalters abhängen. In dieser Variante des sogenannten „schwachen“ vorläufigen Verwalters hat der Insolvenzverwalter keine Verfügungsmacht und nimmt nur Funktionen der Sicherung wahr. Den Umfang bestimmt das Insolvenzgericht. In Ausnahmefällen bestimmt das Gericht, dass die Verfügungsbefugnis auf den vorläufigen Insolvenzverwalter übergeht. Der vorläufige Insolvenzverwalter darf die Masse nicht verwerten. Er darf das Unternehmen allerdings fortführen und nur mit Zustimmung des Gerichts auch stilllegen. Ihm obliegt es ferner festzustellen, ob genügend Vermögen zur Deckung der Verfahrenskosten vorhanden ist.

## Österreich
Seit dem Insolvenzrechtsänderungsgesetz 2010 wird in Österreich der Begriff Insolvenzverwalter verwendet. Das Verfahren in Österreich heißt Insolvenzverfahren, welches sich wiederum in das Sanierungsverfahren und das Konkursverfahren unterteilt. Im Sanierungsverfahren heißt der Insolvenzverwalter Sanierungsverwalter und im Konkursverfahren Masseverwalter. Er wird vom Konkursgericht aus einer vom Oberlandesgericht Linz geführten Datenbank (Insolvenzverwalterliste) bestellt. Ihm obliegt die praktische Durchführung des Konkursverfahrens. Er verwaltet und vertritt das Vermögen des Gemeinschuldners, prüft die angemeldeten Forderungen und berichtet dem Konkursgericht darüber. Bei der Prüfungstagsatzung, wo die angemeldeten Konkursforderungen geprüft werden, anerkennt oder bestreitet der Masseverwalter diese.